# Polní žínka Evelínka
Polní žínka Evelínka je dětská kniha od českého autora Františka Nepila, který ji napsal v roce 1979. Obrazově knihu doplnil český ilustrátor Miloslav Jágr. Příběhy jsou vyprávěny ve 23 kapitolách, ve kterých se čtenář ocitá v prostředí polí, lesů a luk, na nichž se potkává Evelínka se zvířaty a také s mladým chlapcem Francínkem.

## Děj
Polní žínka Evelínka se ve 23 kapitolách knihy setkává nejen s mladým chlapcem Francínkem, který jí nejprve neúmyslně ublíží, když si jí splete s tetelením vzduchu a práskne bičem místo do tetelení do nohy mladé panenky. Tato situace zavdá příslib dalšího setkání Francínka a Evelínky, protože mládenec ováže Evelínce nohu svým šátkem, který si potřebuje vzít zpět. 
Po pár dnech mu šátek Evelínka sama vrací. Vše vidí panímáma, která přikáže Francínkovi nikdy se již s Evelínkou nesetkat. Ale to Francínkovi nejde, záleží mu na Evelínce čím dál více. A proto jí na trhu na střelnici vystřelí marcipánové srdce, které balí do šátku a umisťuje do sena, aby ho panímáma nenašla. V momentě, kdy předává srdce Evelínce šátek, však neskrývá sladké překvapení, nýbrž myšky, které si na marcipánu náramně pochutnaly. Evelínka se urazí a Francínek začíná přemýšlet, jak si panenku udobří.
Ondroušek, chlapec, kterého potkala Evelínka u studánky a se kterým se skamarádila, je nakonec tím chlapcem, který chce pomoci usmířit Francínka a Evelínku. Francínek Ondrouškovi vypráví, jak probíhalo jejich první setkání s Evelínkou. I to, jak si myši pochutnali na marcipánovém srdci, které vystřílel pro Evelínku. Nechává po Ondrouškovi Evelínce vzkázat, že jí bude čekat na vesnickém bále. Ondroušek utíká za Evelínkou, aby jí pověděl, jak na ní Francínek neustále myslí a jak mu myši snědly dárek pro ni, i to, že ji Francínek bude čekat na bále. Evelínka po Ondrouškovi zase nechává vzkázat, že do vesnice chodí jen nerada a že bude na Francínka čekat u studánky. 
Chlapec tento vzkaz už nestihne vyřídit, protože se u studánky napije příliš studené vody a dostane zápal plic.
V den bálu jsou tak oba zklamaní. Francínek z toho, že se Evelínka neukázala na bále. Evelínka sedí zase smutná u studánky, že dal Francínek přednost bálu. Další den se Francínek dozvídá, co se malému chlapci stalo a dojde mu, že určitě nemohl Evelínce nic vyřídit. 
Když se chlapec uzdravil, šel ke studánce za Evelínkou, aby jí vše pověděl. Evelínka je ráda, že se chlapec uzdravil, a slibuje mu, že si vše s Francínkem vyřídí. A tak se potkají spolu na poli, vše si vyříkají a slíbí si, že Francínek se už nikdy na žádnou jinou panenku ani nepodívá a Evelínka na něho počká, než se vrátí z vojny, kam musí odjet.

## Přijetí díla
Sám František Nepil říká, že by svými díly chtěl vepsat lásku k přírodě do srdcí čtenářů.
Miroslav Tmé ve své recenzi také zmiňuje, že příroda provází čtenáře po celou četbu knihy a vytváří tak poetičnost celého příběhu. Nejen, že se setkáváme se zástupci lidské říše, ale i zvířata a příroda mají své podstatné místo. Tímto tedy dokládá Nepilův záměr získat k přírodě kladný vztah.
Olga Kubeczková se ve své recenzi zaměřuje na zajímavý fakt, a to odmítnutí původního textu knihy. Ta měla mít celkem 24 kapitol, nicméně byla vydaná pouze ve variantě, kterou známe – s počtem 23 kapitol. Nepil se musel smířit s tím, že kapitolu, která se týkala smrti Evelínčina zvířecího kamaráda krtka, mu nakladatelství nevydá, a tak první vydání v roce 1979 vyšlo v revidované formě. Druhé vydání knihy v roce 1995 se muselo opět obejít bez této kapitoly. Roku 2002 se manželka Františka Nepila Zdena pokoušela o prosazení chybějící kapitoly do knihy. Nicméně byla odmítnuta s odůvodněním, že by kapitola zůstala bez obrazových ilustrací, protože Miroslav Jágr již nežil. Proto tedy známe knihu v podobě jakou poslalo do světa vydavatelství, nikoliv sám autor.